# Teorías de la victimización
En psicología, la victimología es el estudio de las causas por las que determinadas personas son víctimas de un delito y de cómo el estilo de vida de estas personas conlleva una mayor o menor probabilidad de que una determinada persona sea víctima.
En las teorías de la victimización, este estudio de la víctima para la psicología, resulta particularmente importante en cuanto al rol participante o desencadenante que le compete a las mismas. Los psicólogos han de ser conscientes de la relación causal que existe entre la ocurrencia del delito y la contribución del agraviado en su victimización, por lo cual resulta primordial el ejercicio técnico de poder determinar cuáles son las aportaciones tanto del agresor, como de la víctima en el hecho criminal. 
Para que haya una víctima no es necesario que exista un delito o falta, puede que solo exista un hecho antisocial. No siempre coincidirá la víctima con el sujeto pasivo del delito, también son víctima los familiares. 
En este tema es necesario distinguir algunos conceptos tales como: victimogénesis y victimodogmática.

## Victimogénesis
Es el estudio de los factores que predisponen a ciertos individuos a tener más riesgos que otros de ser objeto de delitos. Se analiza la conducta de la víctima que pudiera tener relación con un incremento del riesgo de serlo.
Existen dos tipos de factores: de riesgo y de vulnerabilidad.
Los factores de riesgo en los que la víctima puede ser predispuesta, potencial o latente son: 
- Situacionales.
- Biológicos: raza, edad o sexo.
- Biográficos.
- Socio-económicos.
- Dependientes de la percepción de la capacidad de venganza.
- Relativos a la personalidad.
- Inherentes a un medio familiar maltratante.

Los factores de vulnerabilidad pueden ser, por tanto, psicológicos como situacionales, y adquieren un especial significado al comportarse como moduladores entre el hecho criminal y el daño psíquico emergente. Entre los factores de vulnerabilidad, encontramos:
- Los inherentes a la vulnerabilidad generalizada.
- Los biológicos como la edad y el sexo.
- Los referentes a la personalidad, tales como: hiperestesia (sensibilidad); hipertemia (expansividad); impulsividad (inestabilidad); ingenuidad (dependencia); nivel intelectual y ansiedad.
- Los sociales, como: económicos, laborales, apoyo social informal, roles, redes y habilidad.
- Los biográficos: victimización previa; victimización compleja y antecedentes psiquiátricos.

Autores como Ellenberg trataron la victimogénesis desde una perspectiva aplicada, destinada a preparar a las personas para intentar superar riesgos inherentes a su profesión, clase social y constitución antropológica y psíquica.

## Victimodogmática
Una de las teorías derivadas de los estudios victimales es la victimodogmática, que analiza hasta qué punto y en que medida el reconocimiento de la existencia en algunos supuestos delictivos, de víctimas que favorecen la consumación del hecho criminal, puede conducir a afirmar que estas son corresponsables por haber contribuido a él con actos dolosos e imprudentes y en este sentido valorar una atenuación e incluso eximente de la responsabilidad del autor.
Constituye un punto de encuentro entre el movimiento victimológico y la dogmática penal derivada de la interacción delincuente-víctima. La praxis de la victimodogmática se podría resumir: algunas víctimas construyen, bien de forma dolosa o imprudente, a la propia victimización, lo que puede influir en la responsabilidad criminal del delincuente hasta incluso erradicarla.
Para Tamarit la pretensión de la victimodogmática consiste en examinar como la contribución de la víctima al delito afecta la punibilidad del comportamiento del autor. Para este autor la victimodogmática parte de la constatación de la existencia de víctimas corresponsables del hecho para llegar a establecer un principio de autorresponsabilidad de las mismas.
Hablar de autorresponsabilidad a víctima como se quiso en un principio desde la victimodogmática, esto es, pretender que la víctima responda por su propio comportamiento al no evitar ser la causa de su propia afectación tiene reminiscencias de corte positivista. Ello implica buscar en el comportamiento de la víctima características de corte antropológicas, biológicas, psicológicas o sociales que la predisponen a convertirse en víctimas; una especie de determinismo victomológico.